# Discours de l'indépendance congolaise
 (août 2025).
 (août 2025).
 (août 2025).
Si vous disposez d'ouvrages ou d'articles de référence ou si vous connaissez des sites web de qualité traitant du thème abordé ici, merci de compléter l'article en donnant les références utiles à sa vérifiabilité et en les liant à la section « Notes et références ».
 (août 2025).
La mise en forme du texte ne suit pas les recommandations de Wikipédia : il faut le « wikifier ».
Les points d'amélioration suivants sont les cas les plus fréquents. Le détail des points à revoir est peut-être précisé sur la page de discussion.
- Les titres sont pré-formatés par le logiciel. Ils ne sont ni en capitales, ni en gras.
- Le texte ne doit pas être écrit en capitales (les noms de famille non plus), ni en gras, ni en italique, ni en « petit »…
- Le gras n'est utilisé que pour surligner le titre de l'article dans l'introduction, une seule fois.
- L'italique est rarement utilisé : mots en langue étrangère, titres d'œuvres, noms de bateaux, etc.
- Les citations ne sont pas en italique mais en corps de texte normal. Elles sont entourées par des guillemets français : « et ».
- Les listes à puces sont à éviter, des paragraphes rédigés étant largement préférés. Les tableaux sont à réserver à la présentation de données structurées (résultats, etc.).
- Les appels de note de bas de page (petits chiffres en exposant, introduits par l'outil «  Source ») sont à placer entre la fin de phrase et le point final[comme ça].
- Les liens internes (vers d'autres articles de Wikipédia) sont à choisir avec parcimonie. Créez des liens vers des articles approfondissant le sujet. Les termes génériques sans rapport avec le sujet sont à éviter, ainsi que les répétitions de liens vers un même terme.
- Les liens externes sont à placer uniquement dans une section « Liens externes », à la fin de l'article. Ces liens sont à choisir avec parcimonie suivant les règles définies. Si un lien sert de source à l'article, son insertion dans le texte est à faire par les notes de bas de page.
- La présentation des références doit suivre les conventions bibliographiques. Il est recommandé d'utiliser les modèles {{Ouvrage}}, {{Chapitre}}, {{Article}}, {{Lien web}} et/ou {{Bibliographie}}. Le mode d'édition visuel peut mettre en forme automatiquement les références.
- Insérer une infobox (cadre d'informations à droite) n'est pas obligatoire pour parachever la mise en page.

Pour une aide détaillée, merci de consulter Aide:Wikification.
Si vous pensez que ces points ont été résolus, vous pouvez retirer ce bandeau et améliorer la mise en forme d'un autre article.
Patrice Emery Lumumba, fut le premier Premier ministre congolais, prononce un discours lors des commémorations officielles de l'indépendance, au Palais de la Nation de Léopoldville (aujourd'hui Kinshasa). Il prononce ce discours le 30 juin 1960, jour marquant pour l'indépendance de la République démocratique du Congo. La cérémonie est destinée à marquer la fin de la domination belge d'une manière harmonieuse. Il a réuni des dignitaires congolais et belges, dont le roi des Belges Baudouin. 

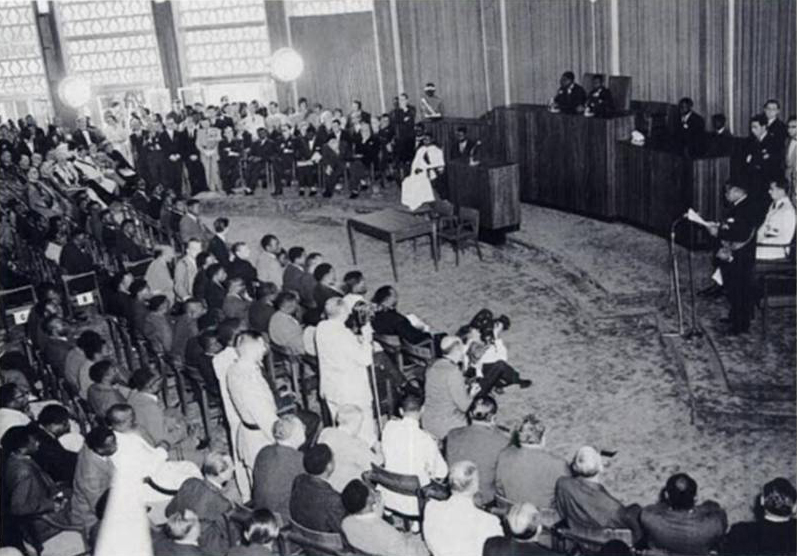
La cérémonie de l'indépendance de la République Démocratique du Congo au cours de laquelle Patrice Emery Lumumba a prononcé son discours.

## Le Discours prononcé à la cérémonie de la proclamation d'indépendance de la RDCongo
est court. Il est surtout connu pour sa critique virulente du colonialisme. Ce discours est une réponse au discours du roi Baudouin qui décrit la fin de la domination belge au Congo comme étant l'aboutissement de la « civilisation » du Congo, que Léopold II avait initiée dans l'E.I.C (État indépendant du Congo). Ce discours est diffusé et suivi en direct sur les canaux radios du monde entier. Pendant son discours, Lumumba dénonce le colonialisme ainsi que les actions menées par la Belgique envers la R.D.C durant la période impériale. Son discours est chaleureusement accueilli par les Congolais, mais interprété, par les autres nations, comme un affront à la Belgique, et surtout au roi Baudouin. Lumumba est largement condamné par la communauté internationale pour avoir été inutilement conflictuel et avoir fait preuve d'ingratitude envers la Belgique, qui venait tout juste d'accorder son indépendance au Congo. Le discours a failli engendrer un incident diplomatique entre les deux États. Par la suite, dans d'autres discours, Lumumba tenta d'adopter un ton plus conciliant.
Depuis, le discours de Lumumba a été loué et apprécié pour son utilisation de la rhétorique politique et est considéré jusqu'à présent comme un moment marquant de l'indépendance de la République Démocratique du Congo. Mais il a également été cité comme un des facteurs de la période de crise qui a suivi cet évènement, aboutissant au meurtre de Lumumba, en 1961. Après avoir été prononcé, le discours a été largement réimprimé et représenté, dans des tableaux et des films du monde entier.

## Contexte

Le Congo belge, aujourd'hui la République démocratique du Congo, mise en évidence sur une carte du continent africain.

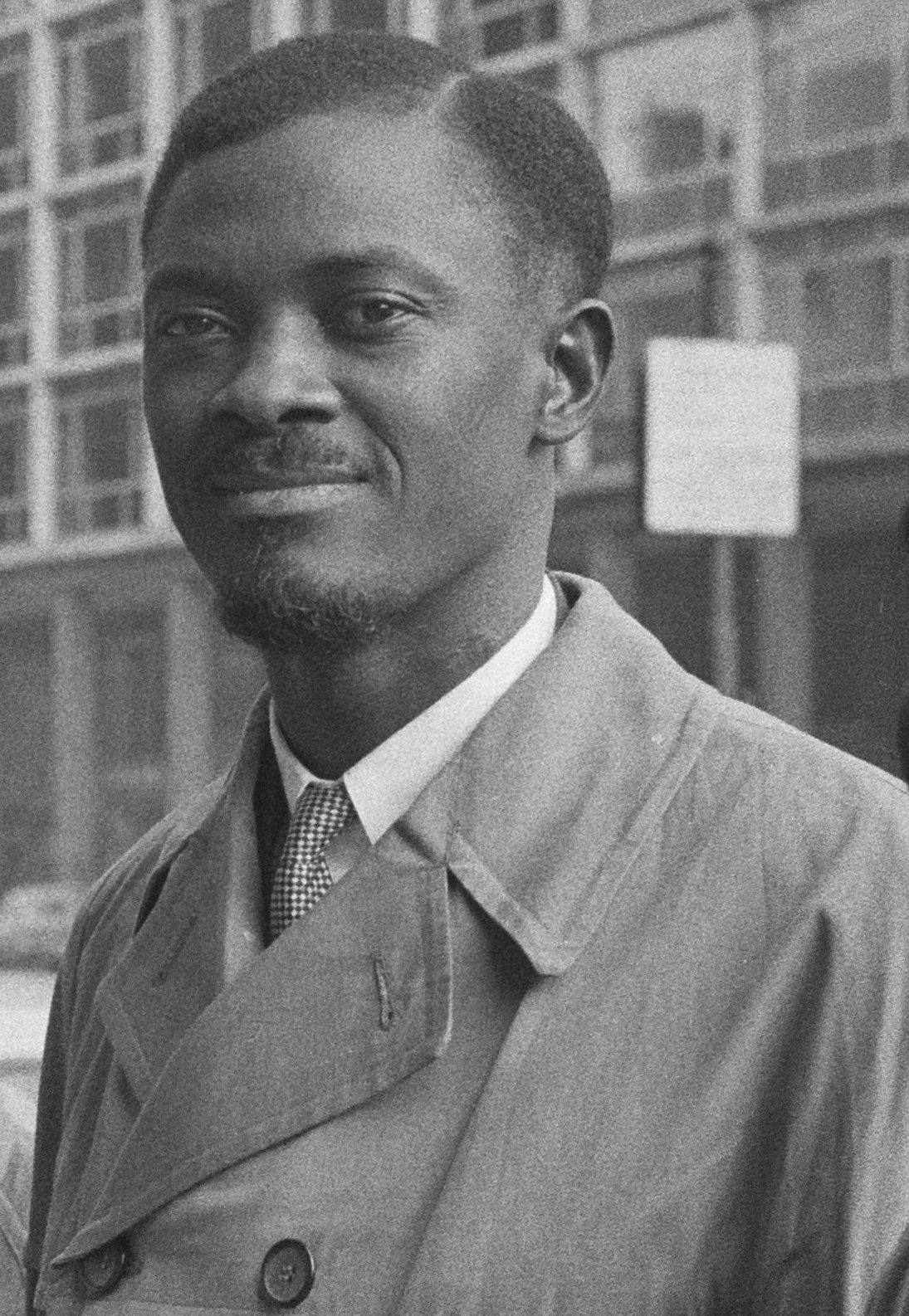
Patrice Lumumba, le Premier ministre désigné, photographié en janvier 1960.

La domination coloniale au Congo commence à la fin du XIXe siècle. Le roi des Belges de cette époque, Léopold II, est frustré par la faible puissance internationale de la Belgique. Il tente donc, à plusieurs reprises, de persuader le gouvernement de le soutenir dans son expansion coloniale autour du bassin versant du Congo, qui était, à cette époque, largement inexploré, et donc inconnu du monde extérieur. Face à cette idée, le gouvernement belge est ambivalent. Ce manque d’intérêt pour sa proposition conduit Léopold à rechercher un soutien auprès d'autres pays occidentaux. Après cela, il crée la colonie, pour son propre compte. Léopold est considéré, par ces pays occidentaux, comme un tampon utile, une manière de faire de la concurrence aux puissances coloniales rivales. Léopold obtient la reconnaissance internationale d'une colonie personnelle, qu'il nomme l'État indépendant du Congo, en 1885. Cependant, en raison de la violence des fonctionnaires de l'État libre contre les indigènes congolais, et du système impitoyable d'extraction économique, la Belgique prend officiellement le contrôle de la colonie, créant, en 1908, le Congo belge.
La domination belge en République du Congo est fondée sur la « Trinité coloniale ». Les intérêts du gouvernement, des missionnaires et des entreprises privées sont les plus importants. Les intérêts commerciaux sont privilégiés. Cela signifie que de grandes quantités de capitaux circulaient à travers le Congo et que les régions étaient économiquement spécialisées dans un esprit de division du travail. À de nombreuses reprises, les intérêts du gouvernement et des entreprises privées deviennent  étroitement liés. Pour des motifs économiques, l'État aide les entreprises à briser les grèves et supprime d'autres barrières imposées par la population indigène. Le pays était composé de subdivisions administratives jointes, formées de hiérarchies, et gérées uniformément, selon une « politique indigène » bien définie, contrairement aux Britanniques et aux Français, qui favorisaient généralement le système de gouvernement indirect par lequel les dirigeants sont maintenus à des postes d'autorité sous la surveillance coloniale. Il y avait aussi un degré élevé de ségrégation raciale. Un grand nombre d'immigrants blancs qui déménagent au Congo après la fin de la Seconde Guerre mondiale proviennent de toutes les classes sociales, mais ils sont néanmoins considérés comme supérieurs aux Noirs.